# Longarone
Longarone é uma comuna italiana da região do Vêneto, província de Belluno, com cerca de 4.119 habitantes. Estende-se por uma área de 103 km², tendo uma densidade populacional de 40 hab/km². Faz fronteira com Belluno, Castellavazzo, Erto e Casso (PN), Forno di Zoldo, La Valle Agordina, Ponte nelle Alpi, Sedico, Soverzene.
Possui um acordo de cooperação sócio-econômica, em italiano gemellaggio, com a cidade catarinense de Urussanga.

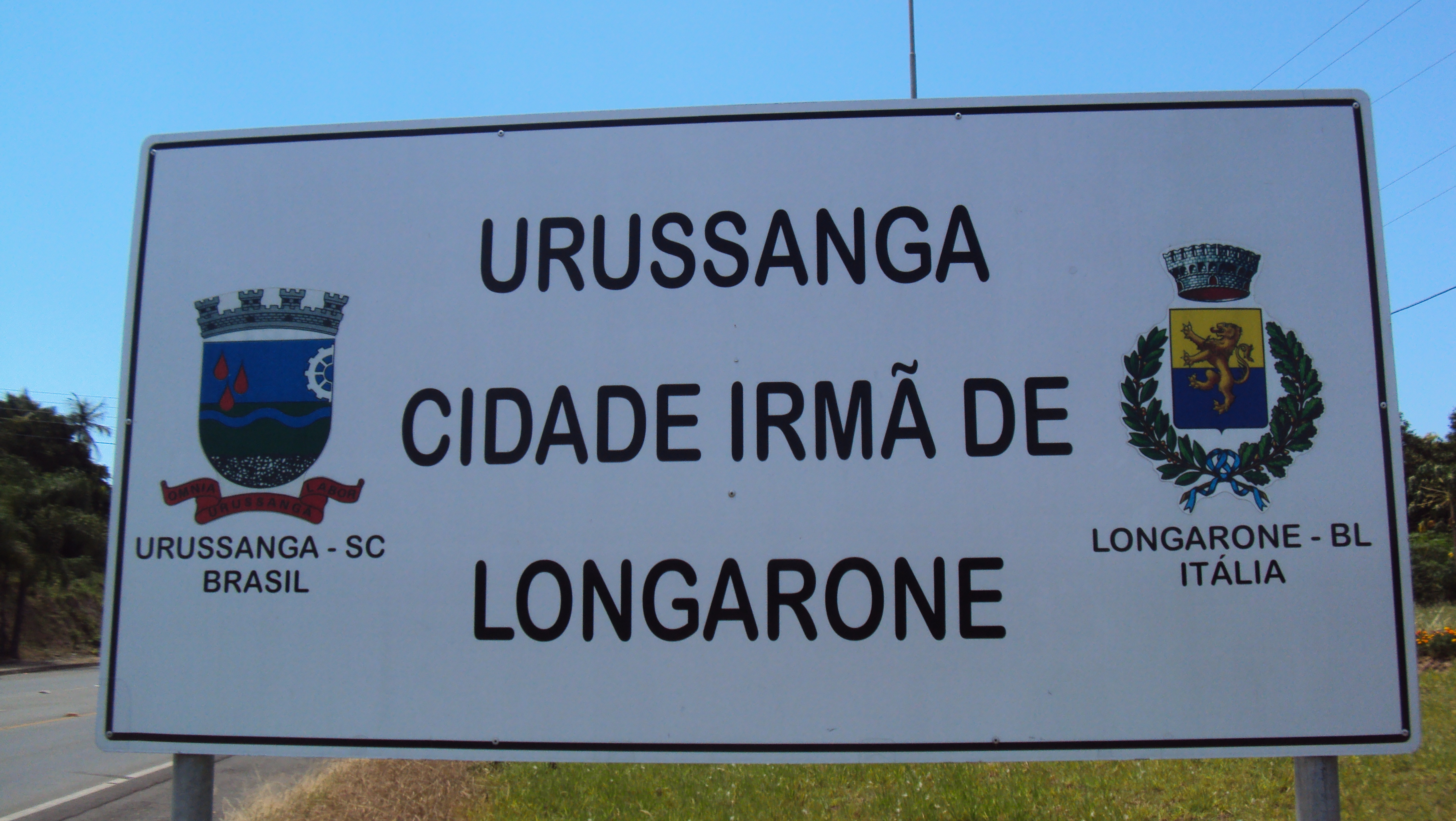
Urussanga e Longarone são cidades irmãs

A localidade foi atingida em 1963 por um desastre natural que provocou o rebentamento da barragem do Vajont, matando quase 2000 pessoas.

## Demografia
| Variação demográfica do município entre 1861 e 2011                               |
|                                                                                   |
| Fonte: Istituto Nazionale di Statistica (ISTAT) - Elaboração gráfica da Wikipedia |